# Roberto Tancredi
Roberto Tancredi (* 30. Januar 1944 in Montecatini Val di Cecina) ist ein ehemaliger italienischer Fußballspieler.

## Karriere
Tancredi spielte zwölf Jahre lang für acht Vereine in den italienischen Ligen als Torhüter.
Er begann im Seniorenbereich in der Serie C, der seinerzeit dritthöchsten Spielklasse im italienischen Fußball, beim US Siracusa. Am Saisonende 1964/65 verließ er den Verein und spielte eine Saison lang für Potenza Calcio in der Serie B – 20 Mal, wobei er am 12. September 1965 (2. Spieltag) bei der 0:2-Niederlage im Auswärtsspiel gegen den AC Reggiana debütierte. Im Wettbewerb um den Coppa Italia bestritt er seine ersten beiden Pokalspiele mit dem 2:2-Unentschieden nach Elfmeterschießen im Heimspiel der Zwischenrunde gegen Pro Patria et Libertate und der 0:2-Niederlage bei SPAL Ferrara in der 2. Runde. 
Anschließend war er zwei Jahre lang für den Drittligisten SS Sambenedettese aktiv, bevor er sich nach Turin begab. Für Juventus Turin spielte er erstmals in der Serie A. Bis es dazu kam, musste er sich bis Saisonbeginn 1969/70 gedulden. Nach seinem Erstligadebüt am 14. September 1969 (1. Spieltag) beim 4:1-Sieg im Heimspiel gegen den FC Palermo folgten 24 weitere Punktspiele (14 S, 4 U, 6 N), 23 in der Folgesaison (10 S, 7 U, 6 N), sechs nationale Pokalspiele und insgesamt elf Spiele im Wettbewerb um den Messestädte-Pokal. Bei seiner zweiten Teilnahme bei der letzten Ausspielung 1970/71 erreichte er nach sieben Spielen das Finale, wobei er im Rückspiel eingesetzt wurde.
In der Saison 1971/72 spielte er 16 Mal für den Erstliganeuling Mantova 1911, dem Verein aus der lombardischen Stadt Mantua. Mit dem Abstieg seiner Mannschaft in die Serie B verließ er den Verein und spielte eine Saison lang für den Erstligisten Ternana Calcio, den er nach dem Abstieg ebenfalls verließ und sich dem Zweitligisten Brescia Calcio für zwei Jahre anschloss. Seine Spielerkarriere ließ er in der Saison 1975/76 beim AS Livorno in der Spielklasse ausklingen, in der er einst begann – in der Serie C.

## Erfolge
- Finalist Messestädte-Pokal 1971